# Love Serenade
Pour plus de détails, voir Fiche technique et Distribution.
Love Serenade est un film australien écrit et réalisé par Shirley Barrett (en), sorti en 1996. 
Le film remporte la Caméra d'or au Festival de Cannes 1996 où il était projeté dans la section Un certain regard.

## Fiche technique
- Titre : Love Serenade
- Réalisation : Shirley Barrett (en)
- Scénario : Shirley Barrett
- Production : Jan Chapman
- Photographie : Mandy Walker
- Montage : Denise Haratzis
- Direction artistique : Tony Campbell
- Costumes : Anna Borghesi
- Pays d'origine : Australie
- Genre : comédie dramatique
- Date de sortie : 
  - France (Première mondiale au Festival de Cannes 1996) : 20 mai 1996
  - Australie : 10 octobre 1996
  - États-Unis : 1er août 1997

## Distribution
- Miranda Otto : Dimity Hurley
- Rebecca Frith : Vicki-Ann Hurley
- George Shevtsov : Kenneth « Ken » Sherry
- John Alansu : Albert Lee
- Jessica Napier : Deborah « Debbie »
- Jill McWilliam : Victime aux bigoudis
- Ryan Jackson : Garçon à vélo